# Giovanni Dibona
Giovanni Dibona (Cortina d'Ampezzo, 12 marzo 1944) è un dirigente sportivo ed ex sciatore alpino italiano.

## Biografia
Sciatore polivalente, Dibona debuttò in campo internazionale in occasione del trofeo Tre Funivie 1964 (Sestriere, 22-23 febbraio), classificandosi 34º nella discesa libera e non completando lo slalom speciale; ai Mondiali di Portillo 1966, sua unica presenza iridata, si piazzò 15º nella discesa libera e 7º nello slalom speciale. In Coppa del Mondo esordì nella gara inaugurale del circuito, lo slalom speciale disputato il 5 gennaio 1967 a Berchtesgaden senza completare la prova, ottenne il miglior risultato (nonché primo piazzamento) il 14 gennaio seguente a Wengen in discesa libera (15º) e prese per l'ultima volta il via il 10 gennaio 1970 nelle medesime località e specialità (32º). Non prese parte a rassegne olimpiche; dopo il ritiro divenne presidente del Golf Club Cortina.

## Palmarès

### Campionati italiani
- 3 medaglie[9]:
  - 2 ori (slalom speciale, combinata nel 1966)
  - 1 bronzo (discesa libera nel 1969)